# Auxílio-gás
Auxílio-Gás ou ainda Vale Gás é um programa de distribuição de renda, inicialmente implementado pelo governo federal brasileiro de 2001, com o objetivo de atender os beneficiários da Rede de Proteção Social, juntamente com o Bolsa-Escola (do Ministério da Educação) e o Bolsa-Alimentação (do Ministério da Saúde). Todos os programas surgiram no governo Fernando Henrique Cardoso. No governo Lula, os benefícios foram incorporados ao programa Bolsa Família.
Ele foi reeditado em novembro de 2021, em meio à crise provocada pela pandemia de COVID-19, sendo eventualmente incorporada ao Auxílio Brasil, programa que substituiu o Bolsa Família.

## Governo Fernando Henrique Cardoso
O programa, administrado pelo Ministério de Minas e Energia, consistia no pagamento de R$ 15,00 (quinze reais) para cada família com renda de até meio salário-mínimo a cada dois meses, como forma de subsidiar a compra de botijões de gás. Chegou a alcançar as 4,8 milhões de famílias que já eram atendidas pelo Bolsa-Escola em 2002.
Estudos efetuados na época indicavam que muitas famílias carentes atendidas pelos programas da Rede de Proteção Social ainda sofriam problemas de nutrição pelo simples fato de não terem condições de comprar botijões de gás regularmente para a preparação de alimentos. O programa pretendeu, com o auxílio bimestral, sanar esse problema.
O programa Auxílio-Gás, assim como outros pertencentes à Rede de Proteção Social, foram incorporados ao programa Bolsa-Família em 2003.

## Governo Bolsonaro
O Auxílio Gás voltou a ser instituído em novembro de 2021, em meio à pandemia de COVID-19 no Brasil. Foram beneficiadas famílias inscritas no Cadastro Único para Programas Sociais (CadÚnico), com renda familiar mensal per capita menor ou igual a meio salário-mínimo ou que tenham entre seus membros residentes no mesmo domicílio quem receba o benefício de prestação continuada da assistência social. Segundo a lei, os beneficiários têm direito, a cada dois meses, a um valor correspondente a uma parcela de, no mínimo, 50% da média do preço do botijão de 13 kg (treze quilogramas).
O Auxílio Gás utiliza a infraestrutura do Auxílio Brasil para realizar os pagamentos aos beneficiários.